# Ferdinand Friedrich Haage
Ferdinand Friedrich Haage (8 de abril de 1859-7 de mayo de 1930 ) fue un jardinero y ciclista alemán.

## Vida y obra
Era el hijo mayor del jardinero de Erfurt August Christian Gustav Ferdinand Haage (1830–1921). Sus hermanos eran Marie (1860-1865), Carl Adolph (1861-1935), Eduard Fritz (1862-1862), Elise (1864-1865), Emmi (1865-1865), Max (1867-?), Paul Wilhelm ( 1868-?), Emilie Marie Teresa (1869-1957), Marta (1872 a 1960) y Emma (1873-1962).
Completó su aprendizaje en 1872, en un vivero de su padre a las puertas de la ciudad de Erfurt. Posteriormente, trabajó durante un tiempo en el Instituto Botánico de Londres. Ya con amplios conocimientos de horticultura y experiencia empresarial, regresó a su ciudad natal y se hizo cargo del vivero en 1888, con su padre enfermo. Bajo su liderazgo, el vivero se fue especializando cada vez más en el cultivo de plantas de cactus, suculentas y producción de semillas. Alrededor de 1902/1903 la empresa se mudó a Andreasflur 4, donde el vivero de cactus Haage sigue existiendo.
El Vivero Haages tuvo numerosas y grandes exposiciones de jardinería internacional. Participó en 1904 en la Internationalen Kunst- und Grossen Gartenbauausstellung Düsseldorf y en 1912 en la Royal International Horticultural Exhibition en Londres, en parte, y se presentó en 1899 y 1914 en San Petersburgo. En 1912 la visitó Joseph Nelson Rose durante su estancia en el Vivero Haages en Europa.
También era un afamado ciclista. El 16 de junio de 1886, corrió más de diez kilómetros en 18:47 min: récord mundial, que tenía dos stock anual. Sus hijos fueron Adolph Friedrich (1891-1915), Elizabeth Margaret (1894-1972) y Max Walther (1899-1992).
- La abreviatura «F.Haage» se emplea para indicar a Ferdinand Friedrich Haage como autoridad en la descripción y clasificación científica de los vegetales.[2]

## Autoría de nombres botánicos a cactus
- Cereus roezlii[3]

- Echinocactus buchheimianus[4]

- Echinocactus denudatus var. andersohnianus[5]

- Echinocactus denudatus var. bruennowianus[5]

- Echinocactus denudatus var. delaetianum[5]

- Echinocactus denudatus var. heuschkelianus[5]

- Echinocactus denudatus var. meiklejohnianus[5]

- Echinocactus denudatus var. scheidelianus[5]

- Echinocactus denudatus var. wagnerianus[5]

- Echinocactus denudatus var. wieditziana[5]

- Echinocactus fennellii[6]

- Echinocactus grahlianus[7]

- Echinocactus haselbergii[8]

- Echinocactus ottonis var. brasiliensis[9]

- Echinocactus polycephalus var. flavispina[10]

- Echinocactus quehlianus[10]

- Echinocactus rotherianus[4]

- Echinocactus schilinzkyanus[11]

- Echinocactus schumannianus var. longispinus[10]

- Echinocactus weingartianus[4]

- Echinocereus strausiana[12]

- Mammillaria hirschtiana[13]

- Mammillaria sanguinea[14]

- Pilocereus lenninghausii[15]

## Escritos
- Die Varietäten des Echinocactus denudatus Lk. et Otto. In: Monatsschrift für Kakteenkunde 8 (3): 36-37, 1898 (online)

- Haage’s Cacteen-Kultur: Handbuch für Cacteenfreunde und Liebhaber von succulenten Pflanzen. Praktischer Ratgeber für Gärtner und Laien. Selbstverlag des Verfassers und J. Frohberger, Erfurt 1900